# Casey Schmidt
Casey William Schmidt (* 30. September 1970 in Cook) ist ein ehemaliger US-amerikanisch-deutscher Basketballspieler.

## Laufbahn
Schmidt spielte von 1989 bis 1991 ab der University of Arizona in der ersten Division der NCAA, blieb dort jedoch Ergänzungsspieler: In 54 Einsätzen kam er auf durchschnittlich 2,4 Punkte. Der 1,97 Meter große Flügelspieler wechselte an die Valparaiso University, musste jedoch zunächst die Saison 1991/92 aufgrund der Transferbestimmungen aussetzen und fiel dann bei der Hochschulmannschaft aus dem US-Bundesstaat Indiana insbesondere durch seine Treffsicherheit beim Dreipunktwurf auf. Er spielte 52 Mal für Valparaiso und erzielte 116 „Dreier“ bei 283 Versuchen (Erfolgsquote: 41 Prozent) sowie einen Punkteschnitt je Begegnung von 17,5. An der Freiwurflinie überzeugte Schmidt ebenfalls und traf 145 seiner 159 Versuche, also 91,2 Prozent seiner Würfe. In der Saison 1993/94 wurde er in die Mannschaft des Jahres der Mid-Continent-Conference berufen, nachdem er mit Valparaiso den Meistertitel in dieser Liga gewonnen hatte. Darüber hinaus erhielt Schmidt in seinem Abschlussjahr die Auszeichnung als Sportler des Jahres der Valparaiso University.
Schmidt schlug eine Profilaufbahn ein, die ihn nach Europa führte. In der Saison 1994/95 spielte er beim Verein LainERS in der lettischen Hauptstadt Riga und war dort auch unter der an die lettische Sprache angepasste Form seines Namens, Keisijs Šmits, bekannt. Im Spieljahr 1995/96 stand er beim Schweizer Klub Genève-Versoix Basket unter Vertrag und wechselte im Februar 1996 in die Basketball-Bundesliga nach Deutschland. Dort verstärkte Schmidt den MTV Gießen. Mit den Mittelhessen trat er ebenfalls im Europapokal an. In den fünf Einsätzen mit Gießen auf internationaler Bühne wurde für Schmidt ein Punkteschnitt von 14,6 verbucht.
Nach einem Bundesliga-Jahr zog Schmidt nach Frankreich weiter, stand in Diensten von Elan Chalon in der ersten Liga, der ProA. Er erzielte im Durchschnitt 8,5 Punkte für die Mannschaft. Schmidt wechselte zur Saison 1998/99 zum italienischen Spitzenklub Benetton Treviso und gewann mit der Mannschaft den europäischen Vereinswettbewerb Saporta-Cup. Es folgte im Spieljahr 1999/2000 zunächst ein Engagement beim italienischen Zweitligaverein Pozzuoli, im Dezember 1999 holte ihn Erstligist Verona, dort blieb er bis 2001 und kam auch zu Einsätzen in der EuroLeague und erzielte dort für Verona während der Saison 2000/01 in zwölf Partien im Schnitt 9,5 Punkte.
Zu Beginn der Saison 2001/02 war Schmidt vereinslos, wurde im Dezember 2001 dann vom griechischen Erstligisten Dafni Athen unter Vertrag genommen, ehe er bereits im Folgemonat nach Spanien zu Pamesa Valencia in die höchste Spielklasse des Landes, die Liga ACB, ging. Mit Valencia erreichte Schmidt im Saporta-Cup das Endspiel. In der spanischen Liga blieb er mit einem Punkteschnitt von 1,5 pro Begegnung in 17 Spielen ein Ergänzungsspieler Valencias. Mit Beginn der Saison 2002/03 verstärkte er einen anderen spanischen Erstligisten, Ricoh Manresa. In 25 Partien erzielte er dort im Mittel 10,4 Punkte.
Schmidt kehrte nach Italien zurück und schloss sich dem Erstligisten Pompea Neapel an, für den er im Spieljahr 2003/04 auflief. Während der Punktrunde der Serie A kam er auf einen Schnitt von 4,5 Punkten pro Einsatz. Er blieb dort eine Saison und wechselte im Dezember 2004 dann ein zweites Mal zu Ricoh Manresa nach Spanien, aufgrund einer Verletzung endete sein Engagement aber bereits im Januar 2005, nachdem er sich am Jahresende 2004 einen Kreuzbandriss im rechten Knie zugezogen hatte und deshalb operiert werden musste.
Schmidt ging nach dem Ende seiner Spielerzeit in die Vereinigten Staaten zurück und wurde als Mitbesitzer einer Firma für Dachbleche in Hattiesburg (Bundesstaat Mississippi) tätig.
2008 wurde Schmidt in die „Hall of Fame“ der Valparaiso University aufgenommen.